# بريت سيمونز
بريت سيمونز (بالإنجليزية: Britt Simmons)‏ (10 أبريل 1990 - ) هي لاعبة كرة قدم أسترالية في مركز الوسط. لعبت مع Central Coast Mariners FC (women) ‏.

## وصلات خارجية
- بريت سيمونز على موقع قاعدة بيانات كرة القدم.إي يو (الإنجليزية)